# Апостол Тадеј
Јуда Тадеј (грч. Θαδδαίος) био је један од дванаесторице Апостола Христових, брат Јакова Праведног, познат и под именом Јуда Јаковљев и Левеј Тадеј.
Његов отац Јосиф дрводеља имао је четири сина: Јакова, Јосију, Симона и Јуду. Овај Јуда назива се понекад Јуда Јаковљев, по знаменитијем од себе брату своме Јакову. Своју посланицу свети Јуда почиње овако: „Јуда слуга Исуса Христа, брат Јаковљев“ (Јд 1,1). И ако се и он могао назвати братом Господњим колико и Јаков, он то није чинио из смирења и стида, јер у почетку није веровао у проповеди Исуса Христа. 
Проповедао је Јеванђеље по Јудеји, Самарији, Галилеји, Идумеји, Сирији, Арабији, Месопотамији и Јерменији. У Едеси, допунио је проповед другога Тадеја. Када проповедаше у пределима око Арарата, би ухваћен од незнабожаца, распет на крст и стрелама убијен, да вечно царује у Царству Христовом.
Велики део овог текста је преузет из охридског пролога светог владике Николаја Велимировића. Он не подлеже ауторским правима